# 大里雅史

大里 雅史（おおさと まさし、1月1日 - ）は、日本の男性声優。アックトップ所属。かつてはケッケコーポレーションに所属していた。東京都出身。

## エピソード
アニメ『ビューティフル ジョー』に出演予定だったが、スケジュールの都合により、関智一に変更された。

## 出演作品
太字はメインキャラクター。

### テレビアニメ
2004年
- 犬夜叉（村人）
- GANTZ 〜the first stage〜（加藤勝[2]）
- GANTZ 〜the 2nd stage〜（加藤勝）
- それいけ!ズッコケ三人組（塚田、侍、兵士）
- tactics（辰造、平林）

2005年
- フタコイ オルタナティブ
- ラグラッツ・ザ・ティーンズ

### ゲーム
- 愛と欲望は学園で〜華麗なる夜の舞踏会〜（長坂薙）
- エトワールの方程式 Clear Color（宇喜多薫）
- GANTZ -the GAME-（加藤勝）
- グリムグリモア（ハイラム・グリーン）
- ニードフォースピードカーボン（ウォルフ）
- メダル・オブ・オナー ヴァンガード（マイク・スラーソン）
- スパイダーマン3
- ゴーストリコン アドバンスウォーファイター
- narcissu 3rd -Die Dritte welt-（久也）

### ドラマCD
- 英国妖異嘆
- エターナルガーディアン
- きりん幼稚園へようこそ（大木純）
- 歯科医は愛を試される
- 世界は恋で満ちている

### 吹き替え
- ザ・プラクティス
- スターゲイト7
- ネクロポリス
- ラ・フェスティン・デ・ラマンテ

### パチンコ・パチスロ
- 嗚呼!我ら日本松柔道部
- 三国争覇伝
- CR新・影の軍団
- 覇王信長
- ワイルド7

### 映像出演
- ガチンコ!（再現VTR）
- 行列のできる法律相談所（再現VTR）

### 舞台
- 劇団現代
  - ジャッジ
  - 死を弄ぶ男二人
  - 笛
  - 相宿
- 劇団猫ニャー
  - マイリトルモーラーズ
  - フォーエバービリーブ
- 阿佐ヶ谷スパイダース
  - ポルノ（映像出演・ナレーター役）
- シアトリカルベースワンスモア
  - 無頼の女房
  - 645
- 人狼 ザ・ライブプレイングシアター (デューク役)